# Archithosia costimacula
Archithosia costimacula är en fjärilsart som beskrevs av Paul Mabille 1878. Archithosia costimacula ingår i släktet Archithosia och familjen björnspinnare. Inga underarter finns listade i Catalogue of Life.